# Аль-Валід ібн Зідан
Аль-Валід ібн Зідан (араб. الوليد بن زيدان; д/н —21 лютого 1636) — султан Марокко з династії Саадитів в 1631—1636 роках.

## Життєпис
Син султана Зідана ан-Насіра. Про дату народження й молоді роки обмаль відомостей. Після смерті батька повстав проти брата — султана Абу Марвана Абд аль-Маліка II. Аль-Валіда підтримав другий брат — Мухаммад. Аль Валід і Мухаммад зазнали поразки, а їхнє майно конфісковано.
1631 року внаслідок змови було вбито Абу Марвана Абд аль-Маліка II, внаслідок чого султаном став Аль-Валід. Негайно запроторив усіх родичів за ґрати, побоюючись змов. Потім наказав стратити брата Ісмаїла, 2 небожів та 7 стриєчних братів.
Спрямував зусилля на виправлення фінансового становища, оскільки скарбниця була майже порожня. Голод і посуха погіршували економічне становище. Затвердив угоду, укладену його братом із Францією. Водночас султан намагався покращити моральний став двору, сприяв поетам, музикам.
Втім нестача грошей й харчів призвела до конфлікту з військом, яке внаслідок постійних боргів за виплатами стало голодувати. Зрештою 1636 року Аль-Валіда було вбито якимось французьким ренегатом, якого образив сарказм султана: «Їжте гірку шкірку». Новим султаном став його брат Мухаммад, якого звільнили з в'язниці.